# مازووي
مازووي هي قرية تقع في أقليم ماشونالاند الوسطى، زيمبابوي.